# برایان ادموند بیکر
برایان ادموند بیکر (انگلیسی: Brian Edmund Baker; ۳۱ اوت ۱۸۹۶ – ۸ اکتبر ۱۹۷۹) فرد نظامی اهل بریتانیا بود. وی همچنین برندهٔ جوایزی همچون صلیب نظامی و صلیب نیروی هوایی شده‌است.